# Saint-Georges-sur-Allier
Saint-Georges-sur-Allier – miejscowość i gmina we Francji, w regionie Owernia-Rodan-Alpy, w departamencie Puy-de-Dôme.
Według danych na rok 1990 gminę zamieszkiwało 949 osób, a gęstość zaludnienia wynosiła 101 osób/km² (wśród 1310 gmin Owernii Saint-Georges-sur-Allier plasuje się na 240. miejscu pod względem liczby ludności, natomiast pod względem powierzchni na miejscu 832.).